# Сапорта, Карин
Карин Сапорта (фр. Karine Saporta, 1950, Париж) — французская танцовщица и хореограф, представительница нового французского танца.

## Биография и творчество
Отец — испанец, мать — русского происхождения. Училась в Национальной консерватории, затем обучалась философии и социологии в Парижском университете-X (Нантерр) и в США. В 1988—2003 годах — руководитель Национального хореографического центра г. Кан и региона Нижняя Нормандия. Поставила танцы в фильме Питера Гринуэя «Книги Просперо» (1991). Занимается также фотографией и кино. Со второй половины 1990-х годов сотрудничает в России с балетным театром Екатеринбурга (см.: ). Ассоциированный артист Национальной библиотеки Франции, где её труппа выступает в специальном помещении Dansoir (Танцзал).

## Избранные постановки
- 1980 — Judith
- 1983 — Hypnotic Circus
- 1985 — Les Pleurs en Porcelaine
- 1990 — La poudre des anges
- 1991 — La Princesse de Milan (на музыку Майкла Наймана по драме Шекспира Буря)
- 1991 — Carmen
- 1993 — Phaëton (по опере Люлли)
- 1993 — L’impur
- 1995 — La Pâleur du ciel
- 1997 — Bolchoï destroy
- 1998 — (A ma mère) La Fiancée aux yeux de bois
- 1999 — Une rose… a circle of kisses (по текстам Гертруды Стайн)
- 2000 — Charmes
- 2000 — Спящая красавица / Belle, au bois dormant (на музыку Чайковского)
- 2001 — Le Garage
- 2002 — Les Guerriers de la brume
- 2003 — Magic dancing
- 2003 — Об Андрее Рублеве/ A propos d’Andreï Roublev
- 2004 — Огни мюзик-холла / Feu le music-hall (по текстам Колетт)
- 2004 — La Force de l’Ame I, II
- 2005 — Lettres à un ami d’Afrique
- 2006 — Dans le regard de la nuit…
- 2007 — Wild
- 2007 — Албания, или Глаза цвета сирени/ Albane (ou) les yeux mauves
- 2008 — A comme Alice (по мотивам Льюиса Кэрролла)
- 2008 — Notes (на музыку Стива Райха)
- 2008 — La vierge des orties (по сказке братьев Гримм)
- 2009 — L'enfance ou (les plages du temps)
- 2009 — La Maison Chéri-Chérie (на музыку Stabat Mater Перголези)
- 2010 — Музыкальный автомат / Jukebox (по песням 1960-2010)

## Признание
Кавалер Ордена Почётного легиона, офицер Ордена искусств и литературы.